# ادیت کیرشنر
ادیت کیرشنر (انگلیسی: Edi Kirschner؛ زادهٔ ۹ سپتامبر ۱۹۵۳) بازیکن فوتبال اهل آلمان است.
از باشگاه‌هایی که در آن بازی کرده‌است می‌توان به باشگاه فوتبال بایرن مونیخ ۲، باشگاه فوتبال آگسبورگ، باشگاه فوتبال گروتر فورث، باشگاه فوتبال اس‌سی فورتونا کلن، و باشگاه فوتبال بایرن مونیخ اشاره کرد.